# Administrativní dělení Spojených států amerických
Unijní státy USA jsou členy americké federace, se značnou mírou autonomie. Spojené státy americké tvoří celkem 50 jednotlivých států a federální distrikt Washington, D.C. (District of Columbia). Těchto 51 celků vznikalo různými způsoby.
Pod suverenitu USA patří dále Portoriko, Americké Panenské ostrovy, Guam, Severní Mariany, Americká Samoa a menší odlehlé ostrovy USA.

## Původ jednotlivých členských států a federálního distriktu
Samostatnost Spojených států amerických byla vyhlášena v červenci 1776 vzniklými 13 unijními státy na východě současného území USA. V abecedním pořadí to byly tyto státy: Connecticut, Delaware, Georgie, Jižní Karolína, Maryland, Massachusetts, New Hampshire, New Jersey, New York, Pensylvánie, Rhode Island, Severní Karolína a Virginie. Před vyhlášením vzniku unie měly status britských kolonií. Následně byl roku 1791 dodatečně na území věnovaném státy Maryland a Virginie vytvořen Federální distrikt, na jehož území bylo vystavěno nové hlavní město USA, Washington, D.C. Unijní stát Vermont vznikl teprve roku 1777, zprvu jako plně nezávislá Vermontská republika na území, o které vedly spory původní kolonie Provincie New York a Provincie New Hampshire.  Další členské státy unie vznikaly dodatečně na územích, která USA získaly vojenskou expanzí, koupěmi či dohodami o hranicích se sousedními státy nebo jako kolonie. Až na několik výjimek vznikl každý z těchto nových států postupným přerozdělováním větších, federální vládou spravovaných, teritorií, na teritoria menší, jimž bylo následně uděleno postavení členského státu USA.

## Politika
S výjimkou Nebrasky (která má jednokomorový parlament) mají všechny dvoukomorový parlament, jehož označení se liší stát od státu. Ve 24 státech je označován jako Legislativa (Legislature), zatímco v 19 jako Generální shromáždění (General Assembly), v Massachusetts a New Hampshiru jako Generální dvůr (General Court), zatímco v Severní Dakotě a Oregonu jako Zákonodárné shromáždění (Legislative Assembly). Ten se s výše uvedenou výjimkou skládá ze sněmovny reprezentantů (pro ni se v pěti státech používá označení Shromáždění – Assembly, ve třech pak Sněmovna delegátů – House of Delegates) a senátu. V čele každého státu je guvernér, jenž je zároveň předsedou zdejší vlády. Každý stát má také vlastní ústavu, soudní systém, policii a další orgány. Každý stát také deleguje dva senátory do senátu USA.
Každý stát používá také vlastní vlajku a pečeť. Na rozdíl od většiny členských států jiných federací zde není příliš rozšířeno užívání vlastního znaku, který většinou nahrazuje pečeť. Některé státy však mají i znak. Naopak je zde obvyklé uzákonění dalších neobvyklých symbolů, jako je státní květina, státní zvíře apod.

## Seznam států USA
Seznam členských států USA, včetně jejich tradičních zkratek, hlavních měst a měst s největším počtem obyvatelstva:
| Mapa | Kód | Zkratka           | Vlajka | Pečeť | Český název      | Anglický název | Hlavní město   | Nejlidnatější město | Rozloha km² | Počet obyvatel |
| ---- | --- | ----------------- | ------ | ----- | ---------------- | -------------- | -------------- | ------------------- | ----------- | -------------- |
|      | AL  | Ala.              |        |       | Alabama          | Alabama        | Montgomery     | Birmingham          | 135 765     | 4 779 736      |
|      | AK  | Alaska            |        |       | Aljaška          | Alaska         | Juneau         | Anchorage           | 1 717 854   | 710 231        |
|      | AZ  | Ariz.             |        |       | Arizona          | Arizona        | Phoenix        | Phoenix             | 295 254     | 6 392 017      |
|      | AR  | Ark.              |        |       | Arkansas         | Arkansas       | Little Rock    | Little Rock         | 137 732     | 2 915 915      |
|      | CO  | Colo.             |        |       | Colorado         | Colorado       | Denver         | Denver              | 269 837     | 5 029 196      |
|      | CT  | Conn.             |        |       | Connecticut      | Connecticut    | Hartford       | Bridgeport          | 14 371      | 3 574 097      |
|      | DE  | Del.              |        |       | Delaware         | Delaware       | Dover          | Wilmington          | 6 542       | 897 934        |
|      | FL  | Fla.              |        |       | Florida          | Florida        | Tallahassee    | Jacksonville        | 170 451     | 18 801 310     |
|      | GA  | Ga.               |        |       | Georgie          | Georgia        | Atlanta        | Atlanta             | 154 077     | 9 687 653      |
|      | HI  | Hawaii            |        |       | Havaj            | Hawaii         | Honolulu       | Honolulu            | 28 337      | 1 360 301      |
|      | ID  | Idaho             |        |       | Idaho            | Idaho          | Boise          | Boise               | 216 632     | 1 567 582      |
|      | IL  | Ill.              |        |       | Illinois         | Illinois       | Springfield    | Chicago             | 149 997     | 12 830 632     |
|      | IN  | Ind.              |        |       | Indiana          | Indiana        | Indianapolis   | Indianapolis        | 94 321      | 6 483 802      |
|      | IA  | Ia.               |        |       | Iowa             | Iowa           | Des Moines     | Des Moines          | 145 746     | 3 046 355      |
|      | SD  | S.D. nebo S.Dak.  |        |       | Jižní Dakota     | South Dakota   | Pierre         | Sioux Falls         | 199 905     | 814 180        |
|      | SC  | S.C.              |        |       | Jižní Karolína   | South Carolina | Columbia       | Columbia            | 82 965      | 4 625 364      |
|      | CA  | Cal. nebo Calif.  |        |       | Kalifornie       | California     | Sacramento     | Los Angeles         | 423 970     | 37 253 956     |
|      | KS  | Kan. nebo Kans.   |        |       | Kansas           | Kansas         | Topeka         | Wichita             | 213 283     | 2 853 118      |
|      | KY  | Ky.               |        |       | Kentucky         | Kentucky       | Frankfort      | Louisville          | 104 749     | 4 339 367      |
|      | LA  | La.               |        |       | Louisiana        | Louisiana      | Baton Rouge    | New Orleans         | 135 382     | 4 533 372      |
|      | ME  | Maine             |        |       | Maine            | Maine          | Augusta        | Portland            | 86 542      | 1 328 361      |
|      | MD  | Md.               |        |       | Maryland         | Maryland       | Annapolis      | Baltimore           | 32 160      | 5 773 552      |
|      | MA  | Mass.             |        |       | Massachusetts    | Massachusetts  | Boston         | Boston              | 27 360      | 6 547 629      |
|      | MI  | Mich.             |        |       | Michigan         | Michigan       | Lansing        | Detroit             | 250 941     | 9 883 640      |
|      | MN  | Minn.             |        |       | Minnesota        | Minnesota      | Saint Paul     | Minneapolis         | 225 365     | 5 303 925      |
|      | MS  | Miss.             |        |       | Mississippi      | Mississippi    | Jackson        | Jackson             | 125 546     | 2 967 297      |
|      | MO  | Mo.               |        |       | Missouri         | Missouri       | Jefferson City | Kansas City         | 180 693     | 5 988 927      |
|      | MT  | Mont.             |        |       | Montana          | Montana        | Helena         | Billings            | 381 156     | 989 415        |
|      | NE  | Neb.              |        |       | Nebraska         | Nebraska       | Lincoln        | Omaha               | 200 520     | 1 826 341      |
|      | NV  | Nev.              |        |       | Nevada           | Nevada         | Carson City    | Las Vegas           | 286 351     | 2 700 551      |
|      | NH  | N.H.              |        |       | New Hampshire    | New Hampshire  | Concord        | Manchester          | 24 239      | 1 316 470      |
|      | NJ  | N.J.              |        |       | New Jersey       | New Jersey     | Trenton        | Newark              | 22 608      | 8 791 894      |
|      | NY  | N.Y.              |        |       | New York         | New York       | Albany         | New York City       | 141 205     | 19 378 102     |
|      | NM  | N.M.              |        |       | Nové Mexiko      | New Mexico     | Santa Fe       | Albuquerque         | 314 590     | 2 059 179      |
|      | OH  | O.                |        |       | Ohio             | Ohio           | Columbus       | Columbus            | 116 096     | 11 536 504     |
|      | OK  | Okla.             |        |       | Oklahoma         | Oklahoma       | Oklahoma City  | Oklahoma City       | 181 196     | 3 751 351      |
|      | OR  | Ore. nebo Oreg.   |        |       | Oregon           | Oregon         | Salem          | Portland            | 255 026     | 3 831 074      |
|      | PA  | Penn. nebo Penna. |        |       | Pensylvánie      | Pennsylvania   | Harrisburg     | Philadelphia        | 119 283     | 12 702 379     |
|      | RI  | R.I.              |        |       | Rhode Island     | Rhode Island   | Providence     | Providence          | 4 002       | 1 052 567      |
|      | ND  | N.D. nebo N.Dak.  |        |       | Severní Dakota   | North Dakota   | Bismarck       | Fargo               | 183 272     | 672 591        |
|      | NC  | N.C.              |        |       | Severní Karolína | North Carolina | Raleigh        | Charlotte           | 139 509     | 9 535 483      |
|      | TN  | Tenn.             |        |       | Tennessee        | Tennessee      | Nashville      | Memphis             | 109 247     | 6 346 105      |
|      | TX  | Tex. nebo Texas   |        |       | Texas            | Texas          | Austin         | Houston             | 696 241     | 25 145 561     |
|      | UT  | Utah              |        |       | Utah             | Utah           | Salt Lake City | Salt Lake City      | 220 080     | 2 763 885      |
|      | VT  | Vt.               |        |       | Vermont          | Vermont        | Montpelier     | Burlington          | 24 923      | 625 741        |
|      | VA  | Va.               |        |       | Virginie         | Virginia       | Richmond       | Virginia Beach      | 110 862     | 8 001 024      |
|      | WA  | Wash.             |        |       | Washington       | Washington     | Olympia        | Seattle             | 184 824     | 6 724 540      |
|      | WI  | Wis. nebo Wisc.   |        |       | Wisconsin        | Wisconsin      | Madison        | Milwaukee           | 169 700     | 5 686 986      |
|      | WY  | Wyo.              |        |       | Wyoming          | Wyoming        | Cheyenne       | Cheyenne            | 253 338     | 563 626        |
|      | WV  | W.Va.             |        |       | Západní Virginie | West Virginia  | Charleston     | Charleston          | 62 809      | 1 852 994      |